# Mompha idaei
Mompha idaei é uma espécie de mariposa do gênero Mompha pertencente à família Coleophoridae.